# Naturschutzgebiet Paarseen-Schuhflicker-Heukareck
Das Naturschutzgebiet Paarseen-Schuhflicker-Heukareck ist ein Naturschutzgebiet im Pongau im österreichischen Bundesland Salzburg.

## Geografie
Das Naturschutzgebiet Paarseen-Schuhflicker-Heukareck erstreckt sich über eine Fläche von 8.670.518 m². Es liegt in Teilen der Gemeinden Dorfgastein, Großarl und Sankt Veit im Pongau.
Die Hochgebirgslandschaft ist von reichhaltigen eiszeitlichen Formen geprägt, mit glazial entstandenen Terrassen und Erosions- und Karst-Ausformungen. Es herrschen Calcit-Marmor und Kalkschiefer vor. Hinzukommen Dolomit-Marmor, klastisches Sediment, Phyllit und Quarzit.
Die Gipfel folgender Berge liegen innerhalb oder an den Grenzen des Naturschutzgebiets:
- Höllwand (2286 m ü. A.)
- Sandkogel (2251 m ü. A.)
- Arlspitze (2215 m ü. A., auch Schuhflicker genannt)
- Hochegg (2179 m ü. A.)
- Austuhl (2151 m ü. A.)
- Haßegg (2119 m ü. A.)
- Heukareck (2100 m ü. A.)
- Schiedreitspitz (2092 m ü. A.)
- Urkübl (2010 m ü. A.)
- Schober (1999 m ü. A.)
- Gasteiner Höhe (1994 m ü. A.)
- Tennkogel (1976 m ü. A.)
- Heugatwand (1874 m ü. A.)

Sie gehören zur Ankogelgruppe der Zentralalpen.
Die benannten Seen sind der Große Paarsee, der Kleine Paarsee und der Schuhflickersee. Im Naturschutzgebiet entspringen mehrere kleine Bäche. Der Mursangergraben, der Thomersbach und der Weidinggraben sind Nebenbäche der Salzach, der Aubach und der Schiedbach Nebenbäche der Großarler Ache, der Schwarzenbach ein Nebenbach der Gasteiner Ache und der Reiterbach ein Nebenbach des Mayerhofbachs.

## Fauna und Flora
Zur Tierwelt im Naturschutzgebiet gehören Reh- und Rotwild, Gamswild, Murmeltiere, Steinadler und Schneehühner. Es kommen Grasfrösche und Bergmolche sowie zahlreiche Libellen- und Schmetterlingsarten vor. In den Bereichen Arlspitze, Gasteiner Höhe, Haßeck, Heukareck und Schiedreitspitz sind Gamswild-Ruhezonen ausgewiesen, die von 1. Dezember bis 31. Mai nicht betreten werden dürfen. Der äußerste Osten gehört zur Rotwild-Ruhezone des Igltals, in der von 1. November bis 31. Mai der Zutritt verboten ist.
Die Pflanzenwelt ist noch sehr ursprünglich erhalten. Es gibt Eschen-Ahorn-, Tannen-Buchen- und Fichten-Lärchen-Wälder. Im Naturschutzgebiet findet sich das nördlichste Zirbenvorkommen in der Ankogelgruppe. Außerdem sind alpine Rasen, Moore sowie Schutt-, Felsspalten- und Seeufer-Pflanzengesellschaften vorhanden.

## Geschichte
Die Sektion Hofgastein des Deutschen und Österreichischen Alpenvereins legte 1921 neue Sommer-Wegmarkierungen von Dorfgastein zu den Paarseen an. Die Ausweisung als Naturschutzgebiet erfolgte am 27. April 1990.